# Ochtmersleben
Ochtmersleben este o comună în Saxonia-Anhalt, Germania